# فرودگاه گرند ولی نرت
فرودگاه گرند ولی نرت (به انگلیسی: Grand Valley North Aerodrome) یک فرودگاه همگانی است که یک باند فرود چمن دارد و طول باند آن ۶۷۱ متر است. این فرودگاه در کشور کانادا قرار دارد و در ارتفاع ۴۸۰ متری از سطح دریا واقع شده‌است.